# Scinax staufferi
Scinax staufferi – gatunek płaza bezogonowego z rodziny rzekotkowatych (Hylidae).
MorfologiaMała z długim, ostro zakończonym pyskiem (samce osiągają długość do 29 mm, samice do 32 mm). Grzbietowe zabarwienie szaro-brązowe, z ciemniejszymi plamami. Boki ciała są kremowe lub bladobrązowe. Barwa brzucha jest biała. Tylne powierzchnie ud są brązowe. Tęczówka brązowa.
RozmnażanieRozród występuje w okresowych zbiornikach wodnych, które wypełniają się deszczem w porze deszczowej. Samce wabią samice z niskiej roślinności lub podłoża. Duża liczba osobników pojawia się w stawach po ulewnych deszczach. Jaja układane są w małe kępki w płytkiej wodzie.
Kijanka ma małą główkę, krótki ogon i bardzo głębokie płetwy ogonowe. Płetwa grzbietowa rozciąga się na górną powierzchnię grzbietu, delikatne zabarwienie, oczy koloru złotawego. Kijanki żywią się roślinnością w stawach.
Zasięg występowaniaMeksyk – od południowej części stanu Tamaulipas, San Luis Potosí i Querétaro, na południe wzdłuż wybrzeża Atlantyku przez półwysep Jukatan po Belize, Gwatemalę, Honduras i Nikaraguę. Od strony Pacyfiku występuje od stanu Guerrero i przesmyku Tehuantepec w Meksyku, dalej na południe do północno-zachodniej Kostaryki (0–1530 m n.p.m.). Występuje również na Corn Islands (Nikaragua).
Siedlisko i ekologiaGatunek ten wydaje się preferować przekształcone przez człowieka siedliska u podnóża gór i niskich wzniesieniach w lasach wtórnych i na pastwiskach. Występuje również w obszarach przekształconych przez ludzi na sawannach i na bagnistych terenach poza lub w sąsiedztwie lasu, w tym w okresowo otwartych obszarach.
StatusJest pospolity w całym swoim zasięgu.